# Philippe de Roumanie
Philippe d'Anjou (1300-1331), fut un despote de Romanie autoproclamé. 
Il est le second fils de Philippe Ier de Tarente et de Thamar Ange. Il est donc le petit-fils du roi Charles-Martel de Hongrie par son père et du despote Nicéphore de Roumanie par sa mère.
Il est un descendant agnatique de Philippe II Auguste.
Bien que son grand-père maternel soit décédé avant sa naissance et que Thomas Ier lui ait déjà succédé, Philippe refusa de reconnaitre son oncle et se proclama despote de Roumanie.
Il épouse Yolande d'Aragon, fille du roi Jacques II d'Aragon mais décède en 1331 sans postérité.